# Bujari
Bujari es un municipio de Brasil,en el nordeste del estado de Acre. Su población es de 8.751 habitantes ( 2006).Su superficie es 3.468 km² (2,52 h/km²).
Limita al norte con el Amazonas y al sur con el municipio de Rio Branco, al este con el municipio de Porto Acre y al oeste con el municipio de Sena Madureira.